# Грипич, Владимир Григорьевич
Владимир Григорьевич Гри́пич (укр. Грипич Володимир Григорович; 1923—2005) — советский, украинский актёр, театральный режиссёр. Народный артист СССР (1979).

## Биография
Владимир Грипич родился 2 сентября 1923 года в селе Опошня (ныне — посёлок в Полтавском районе, Полтавская область, Украина) (по другим источникам — в Харькове). Через месяц после рождения родители переехали в Харьков, где и были оформлены документы новорожденного.
Детство проходило в историческом районе Харькова — Верещаковке. За годы обучения (школа № 114 Харькова), принимал активное участие в школьном театре, затем — в драмкружке при городском Дворце пионеров и в юношеской драматической студии при Дворце культуры «Металлист».
В 1949 году окончил Харьковский театральный институт (ныне Харьковский национальный университет искусств имени И. П. Котляревского) (режиссёрский факультет у М. Крушельницкого, актёрский факультет у А. Сердюка).
Выступал на сценах Луцка, Тернополя, Одессы, Донецка, Запорожья.
Работал главным режиссёром Волынского украинского музыкально-драматического театра им. Т. Шевченко (Луцк) (1949—1957), Тернопольського областного украинского драматического театра им. Т. Шевченко (1958—1962), Одесского украинского музыкально-драматического театра им. Октябрьской революции (с 1995 — имени В. Василько) (1962—1963), Львовского украинского драматического театра им. М. Заньковецкой (1963—1964), Ровенского украинского музыкально-драматического театра им. Н. Островского (1965—1966), Донецкого областного украинского музыкально-драматического театра им. Артема (1966—1969), Черновицкого областного украинского музыкально-драматического театра им. О. Кобылянской) (1970—1974), Запорожского областного украинского музыкально-драматического театра имени Н. Щорса (с 2004 — имени В. Магара) (1975—1983).
С 1984 по 2003 год — художественный руководитель и главный режиссёр Черниговского областного украинского музыкально-драматического театра им. Т. Шевченко.
Поставил более 120 спектаклей.
Член Украинского театрального общества (с 1987 — Национальный союз театральных деятелей Украины) (с 1950).
Член КПСС с 1957 года. Член партии «Народный Рух Украины» (1990).
Умер 6 сентября 2005 года в Чернигове. Похоронен на кладбище «Яцево» (Чернигов).

### Семья
- Дядя — Алексей Львович Грипич (1891—1983), театральный режиссёр. Народный артист Азербайджанской ССР (1946)
- Жена — Лидия Леонтьевна Грипич (1925—1983), актриса. Заслуженная артистка Украинской ССР (1979).
- Сыновья — Вячеслав (р. 1946), режиссёр и Сергей (р. 1950), журналист.

## Награды и звания
- Народный артист Украинской ССР (1973)
- Народный артист СССР (1979)
- Орден «За заслуги» III степени (1999)[3]
- Премия имени И. П. Котляревского (1998)
- Почётный знак «За многолетний плодотворный труд в области культуры» (2001, Министерство культуры и искусств Украины)
- Черниговская областная премия им. М. Коцюбинского (1993)
- Театральная премия имени А. Д. Попова
- Премия Национального союза театральных деятелей Украины «Наш родовід».

## Театральные постановки

### Волынский академический украинский музыкально-драматический театр им. Т. Г. Шевченко
- 1949 — «Овод» по Э. Войнич. Художник Ю. Мыц, музыка М. Покровского
- 1949 — «Пошились в дурни» М. Кропивницкого. Художник Ю. Мыц, музыка М. Васильева, балетмейстер И. Маркина
- 1950 — «Особняк в переулке» братьев Тур. Художник Ю. Мыц, музыка М. Покровского
- 1950 — «Жизнь начинается вновь» В. Собко. Художник Ю. Мыц
- 1950 — «Красный галстук» С. Михалкова. Художник Ю. Мыц
- 1950 — «Потерянный дом» С. Михалкова. Художник Ю. Мыц
- 1951 — «Аршин мал алан» У. Гаджибекова. Художник Ю. Мыц, балетмейстер Л. Литвак
- 1951 — «Человек должен жить» Л. Компаниец. Художник Ю. Мыц
- 1951 — «Платон Кречет» А. Корнейчука. Художник Ю. Мыц
- 1952 — «Под золотым орлом» Я. Галана. Художник П. Сензюк, музыка М. Покровского.
- 1952 — «Семья» И. Попова. Художник Ю. Мыц
- 1952 — «Лесная песня» Леси Украинки (инсценировка В. Грипича). Художник Ю. Мыц, композитор А. Штогаренко, балетмейстер Л. Литвак
- 1952 — «Сын рыбака» В. Лациса. Художник Ю. Мыц, композитор М. Покровский
- 1952 — «Побег» Д. Щеглова. Художник Ю. Мыц
- 1952 — «Не называя фамилий» В. Минко. Художник Ю. Мыц
- 1952 — «Груз» Я. Галана. Художник М. Дубков
- 1954 — «Порт-Артур» А. Степанова и И. Попова. Художник Ю. Мыц, композитор М. Покровский, балетмейстер И. Маркина
- 1954 — «Доч прокурора» Ю. Яновского. Художник Ю. Мыц
- 1954 — «Не суждено» М. Старицкого. Художник Ю. Мыц, композитор М. Покровский, балетмейстер И. Маркина
- 1954 — «Брестская крепость» К. Губаревича. Художник Ю. Мыц, композитор М. Покровский.
- 1955 — «Свадьба Фигаро» П. Бомарше. Художник Ю. Мыц, композитор Р. Глиэр, балетмейстер И. Маркина.
- 1955 — «Таня» А. Арбузова. Художник Ю. Мыц.
- 1955 — «Мария Тюдор» В. Гюго. Художник Ю. Мыц, композитор М. Покровский.
- 1955 — «Личное дело» А. Штейна. Художник Ю. Мыц.
- 1955 — «Последний сигнал» И. Гайдаенко. Художник Ю. Мыц, композитор М. Покровский, балетмейстер И. Маркина.
- 1956 — «Лирическая подмосковная» В. Васильева и И. Романовича. Художник Ю. Мыц, композитор М. Покровский, балетмейстер В. Гриценко
- 1956 — «Повия» по Панасу Мирному (инсценировка П. Перепелицы). Художник Ю. Мыц, композитор М. Покровский, балетмейстер И. Маркина
- 1956 — «Кремлёвские куранты» Н. Погодина. Художник Ю. Мыц
- 1956 — «Цыганка Аза» М. Старицкого (инсценировка В. Грипича). Художник Ю. Мыц, композиторы Н. Васильев, С. Бугачевский, балетмейстер И. Маркина
- 1957 — «Транзитные пассажиры» М. Синева и И. Золотаревского. Художник Ю. Мыц, композитор М. Покровский, балетмейстер И. Маркина
- 1957 — «Семья щёточников» М. Ирчана. Художник Ю. Мыц, композитор М. Покровский
- 1957 — «Заре на встречу» Н. Билецкого и В. Симаковича. Художник Ю. Мыц, композитор М. Покровский
- 1957 — «Ночь и пламя» Н. Зарудного. Художник Ю. Мыц, композитор М. Покровский, балетмейстер И. Маркина

### Тернопольский академический областной украинский драматический театр имени Т. Г. Шевченко
- 1958 — «Наливайко» И. Ле (инсценировка В. Грипича, В. Серпкова). Художник С. Данилишин, композитор Б. Антков, балетмейстер М. Бескровный
- 1958 — «Тихая, украинская ночь» Е. Купченко. Художник С. Данилишин, композитор Л. Леванковский, балетмейстер В. Грищенко
- 1958 — «Блудный сын» Е. Раннета. Художник М. Панчук
- 1959 — «Братья Ершовы» В. Кочетова (инсценировка С. Бенкендорфа). Художники С. Данилишин, М. Панчук, композитор Л. Леванковский
- 1959 — «Семья щёточников» М. Ирчана. (совм. с Г. Авраменко). Художник С. Данилишин, музыка М. Покровского
- 1959 — «Повия» по Панасу Мирному  (инсценировка П. Перепелицы). Художник С. Данилишин, композиторы М. Покровский, Л. Леванковский, балетмейстер И. Маркина
- 1959 — «Над голубым Дунаем» И. Рачады. Художник М. Панчук, композитор М. Полонский, балетмейстер И. Маркина
- 1959 — «И один в поле воин» Ю. Дольд-Михайлика и Г. Ткаченко. Художник С. Данилишин
- 1960 — «Не суждено» М. Старицкого. Художник С. Данилишин, композитор Ю. Котеленец, балетмейстер В. Грищенко
- 1960 — «Шумели вербы над Днестром» А. Корниенко и К. Житника. Художник С. Данилишин, композиторы Ю. Котеленец, Б. Олексиенко, балетмейстер И. Маркина
- 1960 — «Мачеха» О. де Бальзака (инсценировка В. Грипича). Художник С. Данилишин
- 1961 — «Разлука» Б. Анткова и И. Цюпы. Художник С. Данилишин, музыкальное оформление Б. Анткова, балетмейстер Д. Харченко
- 1961 — «Вий» М. Кропивницкого по Н. Гоголю (инсценировка В. Грипича). Художники С. Данилишин, М. Стецюра, композиторы М. Кропивницкий, Ю. Котеленец, балетмейстер Д. Харченко
- 1961 — «Цыганка Аза» М. Старицкого (инсценировка В. Грипича). Художники С. Данилишин, М. Стецюра, композиторы С. Бугачевский, В. Васильев, балетмейстер И. Маркина
- 1961 — «Сильные духом» Д. Медведева, П. Гребнева. Художники С. Данилишин, М. Стецюра, музыкальное оформление Ю. Котеленца
- 1961 — «Ридна маты моя...» Ю. Мокриева. Художник С. Данилишин, музыкальное оформление Ю. Котеленца, Б. Олексиенка
- 1962 — «Таня» А. Арбузова. Художник М. Стецюра

### Одесский украинский музыкально-драматический театр им. Октябрьской Революции
- 1962 — «Не суждено» М. Старицкого. Художник М. Маткович, композитор Ю. Котеленец, балетмейстер Л. Литвак
- 1963 — «Над голубым Дунаем» И. Рачады. Художник М. Маткович, композитор М. Полонский, балетмейстер Л. Литвак
- 1963 — «Быть или не быть?» А. Левады. Художник М. Маткович, композитор Р. Свирский, балетмейстер В. Вишняков

### Львовский музыкально-драматический театр им. М. К. Заньковецкой
- 1963 — «Гайдамаки» по Т. Шевченко (инсценировка В. Грипича). Художник М. Киприян. Композитор А. Радченко, балетмейстер О.С. Корковидов
- 1964 — «Гроза над Гавайями» А. Левады. Художник В. Борисовец, композитор Р. Свирский, балетмейстер О.С. Корковидов

### Ровенский областной академический украинский музыкально-драматический театр
- 1965 — «Повия» по Панасу Мирному (инсценировка П. Перепелицы). Художник П. Федоренко, композитор М. Покровский, балетмейстер И. Маркина
- 1965 — «Это было в Ровно» А. Гребнева, А. Лукина, М. Струтинского. Художник П. Федоренко, музыка Д. Шостаковича
- 1965 — «Цыганка Аза» М. Старицкого (инсценировка В. Грипича). Художник П. Федоренко, музыка М. Васильева, С. Бугачевского, Ю. Котеленца, балетмейстер М. Безкровный
- 1965 — «Перебежчик» братьев Тур. Художник М. Стефурак
- 1965 — «Панское болото» М. Старицкого. Художник М. Стефурак, музыка Ю. Котеленца, балетмейстер А. Посохин
- 1966 — «Таня» А. Арбузова. Художник М. Стефурак, музыка из произведений П. Чайковского
- 1966 — «Когда мертвые оживают» И. Рачады. Художник М. Стефурак, музыка из произведений Д. Шостаковича
- 1971 — «Наливайко» И. Ле (инсценировка В. Грипича, В. Серпкова). Художник М. Стефурак

### Донецкий академический украинский музыкально-драматический театр имени Артема
- 1966 — «Когда мертвые оживают» И. Рачады. Художник М. Стефурак, музыка из произведений Д. Шостаковича
- 1967 — «На Ивана Купала» М. Стельмаха (инсценировка В. Грипича). Художник В. Лазаренко, композитор А. Билаш, балетмейстер К. Аппак
- 1967 — «Цыганка Аза» М. Старицкого (инсценировка В. Грипича). Художник В. Лазаренко, музыка М. Васильева, С. Бугачевского, Ю. Котеленца, балетмейстер К. Аппак
- 1967 — «Катастрофа» А. Мартынова. Художник В. Лазаренко, музыка из произведений Д. Шостаковича, балетмейстер К. Аппак
- 1968 — «Грешная любовь» А. Делендика. Художник К. Ставинский
- 1968 — Повия» по Панасу Мирному (инсценировка П. Перепелицы). Художник Т. Шевченко, композитор М. Покровский, балетмейстер К. Аппак
- 1968 — «Весёлые девчата» И. Барабаша. Художник Т. Шевченко, композитор Л. Колодуб, балетмейстер К. Аппак
- 1969 — «Вестсайдская история» А. Лорентса (инсценировка В. Грипича). Художник В. Лазаренко, композитор Л. Бернстайн, балетмейстер К. Аппак
- 1969 — «Ночь и пламя» Н. Зарудного. Художник Т. Шевченко, музыка Ю. Котеленца, балетмейстер К. Аппак

### Черновицкий академический музыкально-драматический театр имени О. Ю. Кобылянской
- 1970 — «Зачарованый витряк» М. Стельмаха (инсценировка В. Грипича). Художник В. Лассан, композитор Л. Колодуб, балетмейстер К. Аппак
- 1970 — «Цыганка Аза» М. Старицкого (инсценировка В. Грипича). Художник А. Плаксий, музыка М. Васильева, Ю. Котеленца, балетмейстер К. Аппак
- 1970 — «Алмазный жернов» И. Кочерги. Художник В. Лассан, композитор Л. Колодуб, балетмейстер М. Нюмин
- 1971 — «Каменный господарь» Л. Украинки. Художник В. Лассан, музыка из произведений М. Равеля, Ф. Листа, И. Баха, М. Римского-Корсакова, балетмейстер М. Нюмин
- 1971 — «Вестсайдская история» А. Лорентса (инсценировка В. Грипича). Художник В. Лазаренко, композитор Л. Бернстайн, балетмейстер К. Аппак
- 1972 — «Непрошеный гость» И. Рачады. Художник В. Лассан
- 1972 — «Дума про любовь» М. Стельмаха (инсценировка В. Грипича). Художник В. Лассан, композитор Л. Колодуб, балетмейстер М. Нюмин
- 1973 — «Барба» Л. Масевича. Художник Я. Сичкар
- 1973 — «Колдунья Синего омута» В. Сычевского. Художник В. Лассан, композитор Л. Колодуб, балетмейстер М. Нюмин
- 1974 — «Полынь-трава горькая» И. Рачады. Художник В. Лассан
- 1974 — «Панское болото» М. Старицкого. Художник Я. Сичкар, композитор Ю. Котеленець, балетмейстер М. Нюмин

### Запорожский академический украинский музыкально-драматический театр имени Н. А. Щорса
- 1975 — «Полынь-трава горькая» И. Рачады. Художник В. Лассан
- 1975 — «Зачарованый витряк» М. Стельмаха (инсценировка В. Грипича). Художник П. Вольський, композитор Л. Колодуб
- 1975 — «Кравцов» А. Коломийца. Художник П. Вольський, музыка Ю. Коваля
- 1975 — «Мария Тюдор» В. Гюго. Художник М. Улановский, музыка из произведений Д. Шостаковича
- 1976 — «Бессмертие» А. Довженко (по киноповести «Щорс», инсценировка В. Грипича). Художник П. Вольський, музыка Ю. Коваля
- 1976 — «Грушенька» И. Штока (по повести Н. Лескова «Очарованный странник»). Художник В. Мелешников, музыка Ю. Коваля
- 1977 — «Дума про тебя» М. Стельмаха (инсценировка В. Грипича). Художник Д. Нарбут, композитор Л. Колодуб
- 1977 — «Цыганка Аза» М. Старицкого. Постановка В. Грипича, режиссёр К. Параконьев, художник Д. Нарбут, музыка М. Васильева, Ю. Котеленца, балетмейстер Ю. Критевич
- 1977 — «Золотая карета» Л. Леонова. Постановка В. Грипича, режиссёр В. Тимченко, художник Д. Близнюк
- 1978 — «Дева Мария» И. Рачады. Художник Е. Пожар, музыка Ю. Коваля
- 1978 — «Энеида» И. Котляревского (инсценировка В. Грипича). Постановка В. Грипича, режиссёр В. Тимченко, художники Л. Чернова, Н. Гомон, музыка Ю. Коваля, балетмейстер К. Аппак
- 1979 — «Навеки вместе» Л. Дмитерко. Постановка В. Грипича, режиссёр В. Тимченко, художник Е. Пожар, композитор Л. Колодуб
- 1980 — «Когда всходило солнце» И. Микитенко. Художник Е. Пожар, композитор Л. Колодуб
- 1980 — «Нэзраджена любов» (инсценировка В. Грипича). Художник Е. Пожар, композитор Л. Колодуб, балетмейстер Ю. Критевич
- 1981 — «Правда памяти» А. Абдуллина. Постановка В. Грипича, режиссёр В. Тимченко, художник М. Улановский, композитор Е. Станкович
- 1982 — «Ой, нэ ходы, Грыцю, тай на вечорныци...» М. Старицкого. Художник П. Злочевский, композитор С. Дудкин, балетмейстер Ю. Критевич
- 1983 — «Тит Андроник» У. Шекспира. Художник М. Улановский, балетмейстер Г. Комаров

### Черниговский академический украинский музыкально-драматический театр им. Т. Г. Шевченко
С 1984 по 2003 год был автором инсценировок и постановок целого ряда спектаклей:
- «Иваном зовут его» за киносценарием А. Довженко «Повесть пламенных лет»
- «Энеида» по И. Котляревскому
- «Слепой» (дума-опера) по поэме Т. Шевченко «Невольник»
- «Княжна Чёрная» по роману Д. Мищенко «Сиверяне»
- «Черниговка» по одноимённому произведению Н. Костомарова (1996)
- «Яма» («Женя») по повести А. Куприна (1997)
- «Маты-наймычка» по повести Т. Шевченко «Наймычка» (2003)
- «Майская ночь» М. Старицкого (по Н. Гоголю)
- «Женские страсти» по произведениям И. Нечуя-Левицкого (1993)
- «Лихая искра поле спалит и сама исчезнет…» И. Карпенко-Карого
- «Паливода» И. Карпенко-Карого
- «Хитроумная влюбленная» Л. де Веги
- «Мария Тюдор» В. Гюго
- «Монна Ванна»(«Джованна») М. Метерлинка
- И другие …

## Фильмография
- 1972 — «Дума про тебя» (фильм-спектакль, по повести М. Стельмаха) (студия «Укртелефильм», на базе Черновицкого музыкально-драматического театра им. О. Кобылянской) — постановщик фильма